# Pohledávka
Pohledávka je právo věřitele (fyzické či právnické osoby) požadovat na dlužníkovi plnění vzniklé z určitého závazku. Pohledávka může být peněžitá i nepeněžitá. 
Věřitel má právo vymáhat pohledávku po dlužníkovi a ten má povinnost svůj dluh vůči věřiteli vyrovnat. Den následující po marném uplynutí lhůty splatnosti je prvním dnem prodlení dlužníka; tím se pohledávka stává způsobilou k uplatnění před soudem. Může existovat stav, kdy den splatnosti nebyl mezi stranami ujednán předem. V takovém případě má dlužník povinnost plnit bez zbytečného odkladu, zpravidla v den následující po doručení výzvy k úhradě. 
Příkladem je obchodní úvěr, který vzniká tím, že prodávající umožní odklad platby kupujícímu za dodaný výrobek či službu. Splatnost pohledávky ve většině případů určuje smlouva. Pokud není pohledávka uhrazena do data splatnosti uvedeného ve smlouvě, dostává se dlužník do prodlení.

## Vznik pohledávek
Pohledávka vznikne již vystavením daňového dokladu. Když odběratel nebo osoba, která si půjčila, nezaplatí určitou částku do splatného termínu, na kterém se věřitel a dlužník dohodli, nebo když nepodepsali smlouvu, stává se tak pohledávka dlužnou a věřitel je oprávněný vymáhat tuto pohledávku zákonnými prostředky.
Rozdělujeme dva druhy pohledávek:
- krátkodobá pohledávka – doba splatnosti kratší než 1 rok
- dlouhodobá pohledávka – doba splatnosti delší jak 1 rok

## Zánik pohledávek
Nejčastěji pohledávka zaniká zaplacením dlužné částky věřiteli. Uhrazení dlužné částky může být jednorázové a nebo ve splátkách.
Další způsoby zániků pohledávek:
- nahrazení jinou pohledávkou[4]
- vzájemné započtení pohledávek a závazků
- prominutí dluhu
- nemožnost splnění dluhu

Pohledávka nikdy nezanikne promlčením. Promlčení pouze způsobuje nemožnost domoci se na dlužníku plnění. Pohledávka však existuje dále. Může být případně vyrovnána dobrovolně. V účetnictví by promlčená pohledáka zanikla jedině jejím odepsáním podle předpisů o účetnictví.

## Oceňování pohledávek
- nominální hodnota – jmenovitá hodnota; u pohledávek vzniklých z klasických vztahů (obchodních, finančních, aj.)[5]
- pořizovací cena – u odkoupených pohledávek; cena, za kterou ji odkupujeme je nižší nebo vyšší než cena nominální
- přepočtení kurzu – při nákupu v cizí měně; ocenění ke dni uskutečnění a nebo ke dni účetní uzávěrky
- reálná hodnota – cena, za kterou by se pohledávka mohla prodat mezi ochotnými stranami při obvyklých podmínkách[6]

## Evidence pohledávek
Pro evidenci pohledávek se používá kniha pohledávek a závazků a vykazujeme je v účetní rozvaze. Pohledávky vedeme rozděleně dle data splatnosti, tj. pohledávky krátkodobé a dlouhodobé.
Pohledávky jsou většinou evidovány pro každého dlužníka zvlášť. Ke každému dlužníkovi a věřiteli je vedeno samostatné analytické konto, jehož zůstatek udává výši pohledávky nebo dluhu.
U pohledávek musí být zřejmé tyto údaje:
- dlužník
- důvod pohledávky
- výše pohledávky
- úhrada spolu s časovými údaji

Podkladem pro záznamy jsou především vydané faktury a výpisy z peněžního ústavu o došlých úhradách. Je dobré, aby byl k dispozici seznam dlužníků s jejich adresami a bankovním spojením.

## Promlčecí doba
Promlčecí doba:
- Dle §629 ObčZ – promlčecí doba je tříletá[9]
- Dle §619 ObčZ – promlčecí doba běží ode dne, kdy právo mohlo být uplatněno poprvé[10]

## Právo a nárok věřitele
Právo - představuje oprávnění příslušného subjektu k plnění ze strany druhé osoby.
Nárok - je oprávněním osoby přímo se daného plnění domáhat a toto vymoci soudní cestou.
Tedy nemusejí se vždy právně i fakticky překrývat.

## Zajištění pohledávek
- zálohy – nutné uvést v kupní smlouvě či objednávce; výše se určuje po dohodě obou stran[12]
- pojištění pohledávek – je to ochrana podniku proti finanční ztrátě ( tj. výplata náhrady škody vzniklé z nezaplacených obchodních úvěrů)
- bankovní záruka – písemné prohlášení banky v záruční listině, že uspokojí věřitele do výše určité peněžní částky podle obsahu záruční listiny, jestliže určitá třetí osoba (dlužník) nesplní danou povinnost nebo budou splněny jiné podmínky stanovené v záruční listině
- dokumentární akreditiv – po předání všech dokumentů přes vybranou banku dojde k uhrazení částky - u zahraničních firem
- dokumentární inkaso – vyinkasování platby naproti vydání dokumentů
- zástavní právo – na základě písemné smlouvy; po neuhrazení dluhu má věřitel právo převzít majetek uveden v zástavní smlouvě[13]
- Ručení – mezi věřitelem a třetí osobou, ne dlužníkem; ručitel je ten, kdo pohledávku vyrovná, pokud ji není schopen vyrovnat sám dlužník
- Směnka – písemný bezpodmínečný závazek nebo příkaz výstavce zaplatit stanovenou finanční částku, ve stanovené době, na stanoveném místě a dále stanoví právo majitele směnky vyžadovat plnění od osoby, která se na směnce podepsala
- smluvní pokuty – náhrada škody za porušení určité povinnosti, tj. vyrovnání pohledávky; musí být uzavřena písemně
- faktoring a forfaiting - odkup krátkodobých a dlouhodobých pohledávek

## Vymáhání nedobytných pohledávek
- rozhodčí řízení[14][12]
- soudní řízení
- exekuční řízení[15]
- prohlášení konkurzu – insolvence[16] – může být vyhlášen dlužníkem i věřitelem

## Právní úprava
Pohledávky jsou ukotveny ve dvou zákonných normách:
- Zákon č. 89/2012 Sb., občanský zákoník
- Zákon č. 563/1991 Sb., zákon o účetnictví